# Bougtob
Bougtob (em árabe: بوقطب) é um município localizado na província de El Bayadh, Argélia. Segundo o censo de 2008, a população total do município era de 18 568 habitantes.